# Parque nacional de Xuân Thủy
El parque nacional de Xuan Thuy (en vietnamita: Vườn quốc gia Xuân Thủy) es un parque nacional en la Reserva de la Biosfera del Río Hong en la provincia de Nam Dinh, Vietnam. El parque nacional fue establecido en función de la decisión número 01/2003/QĐ-TTg de fecha 2 de enero de 2003 firmada por el primer ministro Nguyen Tan Dung, esta decisión transformó la reserva natural de los humedales de Xuan Thuy en el Parque nacional Xuan Thuy. El parque fue el primer humedal que se presentó como sitio Ramsar en el sureste de Asia y es de importancia internacional por ser el hábitat de aves migratorias.